# Marojejya
Marojejya, monotipski rod palmi smješten u tribus Areceae., dio potporodice Arecoideae. Postoje dvije priznate vrste, obje su madagaskarski endemi.
Pojavljuje se na padinama brda i u močvarama u tropskim prašumama od razine mora do oko 900 m nadmorske visine. Vernakularno su na malgaškom jeziku poznate kao “Ravin-be”.

## Vrste
1. Marojejya darianii J.Dransf. & N.W.Uhl
2. Marojejya insignis Humbert